# Li Yuejiu
Li Yuejiu, né le 19 novembre 1957 à Yingkou (Chine), est un gymnaste artistique chinois. 
Il est marié à la gymnaste artistique Wu Jiani.
Il entre à l'International Gymnastics Hall of Fame en 2014.

## Palmarès

### Jeux olympiques
- Los Angeles 1984
  -  médaille d'argent au concours par équipes

### Championnats du monde
- Moscou 1981
  -  médaille d'or au sol
  -  médaille de bronze au concours par équipes

- Budapest 1983
  -  médaille d'or au concours par équipes